# Charlie Daniels (nuotatore)
Charles Meldrum Daniels, detto Charlie (Dayton, 21 marzo 1885 – Carmel Valley Village, 9 agosto 1973), è stato un nuotatore statunitense.
Nel 1904, 1906 e nel 1908 Summer Olympics, Daniels vinse cinque medaglie d'oro (220 iarde stile libero, 440 iarde stile libero, staffetta 4 x 50 iarde stile libero, 100 m stile libero - per due volte), una medaglia d'argento (100 iarde stile libero), e due medaglie di bronzo (50 iarde stile libero, staffetta 4 x 200 m stile libero). Il suo record, nel nuoto statunitense, di otto medaglie olimpiche, di cui cinque d'oro, venne battuto solo da Mark Spitz e da Michael Phelps.
Egli ebbe un'enorme influenza nello sviluppo del nuoto statunitense; perfezionò il crawl australiano, aggiungendo un colpo di piedi a sei battiti (stile che venne rinominato crawl americano), e usandolo per stabilire 30 record all'Amateur Athletic Union. Durante la sua carriera, che finì nel 1911, vinse 53 titoli nazionali e più di 300 gare. Stabilì record mondiali in ogni distanza, dalle 25 iarde al miglio e, nel 1905, 14 nel giro di quattro giorni. Inoltre Daniels fu anche un campione di bridge e di squash, gareggiando per il New York Athletic Club e, in seguito, divenne un golfista amatoriale.

## Biografia
Suo padre, Thomas Porter Daniels, era un avvocato di Dayton, figlio di un membro della Corte Suprema dello Stato di New York. Sua madre, Alice Meldrum, era figlia del proprietario di un negozio della Dayton Dry Goods; Thomas Daniels lavorava per questa compagnia. Si sposarono il 19 giugno 1884 a Buffalo (New York). Charles fu uno dei due figli; il secondo, anch'egli un maschio, morì durante l'infanzia.
La famiglia di spostò a New York, dove Daniels frequentò la Dwight Preparatory School. Cominciò anche a frequentare il New York Athletic Club, dove si interessò al nuoto. Charles ripeté numerose volte ai suoi nipoti come entrò a far parte nel nuoto da agonista: stava leggendo i tempi dei vincitori di alcune gare di 100 iarde, svoltesi a New York City, e si domandava se avesse mai potuto arrivare a quelle prestazioni. Ebbe occasione di paragonare i tempi durante una competizione di 100 iarde presso Stony Creek Ponds nelle montagne Adirondack, nello stato di New York. Le sue prestazioni erano paragonabili con quelle dei vincitori che aveva letto, quindi tornò a New York City ed entrò a far parte del New York Athletic Club. Venne tuttavia sonoramente battuto dal capitano della squadra di nuoto dell'Università di Yale. Scoraggiato, ritornò alla corsa delle montagne Adirondacks, dove scoprì che era lunga solo 90 iarde. Corresse la distanza e ricominciò ad allenarsi, determinato di abbassare il suo tempo. Così raccontava di aver cominciato la sua carriera.
Nel 1909, Daniels fu nominato "Atleta dell'anno" dell'Amateur Athletic Union. Inoltre fa parte dell'Olympic Hall of Fame, dell'International Swimming Hall of Fame (ISHOF), e della Helms Foundation Hall of Fame.

## Carriera Sportiva
Partecipò alle gare di nuoto della III Olimpiade di Saint Louis del 1904 e vinse cinque medaglie, di cui tre d'oro, una d'argento e una di bronzo. Vinse la gara delle 220 iarde stile libero in 2'44"2, e quella delle 440 iarde stile libero in 6'16"2, stabilendo il record olimpico. Vinse anche la gara della staffetta 4x50 iarde stile libero, con la squadra del New York Athletic Club, con un tempo totale di 2'04"6. Le altre due medaglie arrivarono dalle 100 iarde stile libero, preceduto solo dall'ungherese Zoltán Halmay, e dalle 50 iarde stile libero, terzo, alle spalle dello stesso Halmay e dello statunitense Scott Leary.
Daniels prese parte anche alle competizioni natatorie dei Giochi olimpici intermedi del 1906 di Atene, dove vinse una medaglia d'oro nei 100 metri stile libero, stabilendo il record olimpico in 1'13"0; partecipò anche alla staffetta 4 x 250 m stile libero con la squadra statunitense, arrivando quarti.
Partecipò anche alle gare di nuoto della IV Olimpiade, che si tenne a Londra nel 1908. Anche in questo evento vinse due medaglie olimpiche, una d'oro nei 100 metri stile libero, stabilendo anche il nuovo record mondiale in 1'05"6, e una di bronzo, con la squadra statunitense, nei staffetta 4 x 200 m stile libero, in 11'02"8.